# 兒童選美比賽與性化
兒童選美比賽是指參賽者皆為16歲以下的選美活動。並沒有可靠資料統計出全球每年有多少場兒童選美活動。它們的風格各異，並可按著服裝、年齡等變項分類。不少參賽者會進行化妆——透過假牙、假睫毛、口紅、接髮等道具來突出自己，並身穿經過特別設計的服裝（部分具有挑逗性）。噴霧美黑和抹蠟也是常用伎倆。正如成人選美活動般，評判一樣會按著參賽者在舞台上的表現和樣貌進行評分。很多參賽者的家長認為，這樣的選美活動將有助下一代建立自信。不過批評者則認為它們弊大於利，他們的批評點之一在於比賽當中對於兒童的性化。

## 背景
性化跟健康的性有著幾點差異。當某人的價值只源於他的性魅力或行為，而不源於其他特徵時，性化就會發生。美国心理学会的一份報告則更具體地把並非自願選擇，而是強加於人的性，視為性化的證據。在美國，人們能對性事給予合法同意的年齡從16至18歲不等。然而在兒童選美比賽當中，參賽者的家長佔有領導角色——從同意参加到表演训练，他們都有一定的參與。
選美比賽的參賽者在經過精心打扮後才會登台，有時甚至會打扮得像個娃娃般。這些過程使之在年幼時就受到物化。這樣的話不僅向之鼓勵性，還為之灌輸性可以作為達到目的的一種手段。兒童選美產業每年有著上千名的參賽者，年收入達50亿美元；像《小小選美皇后》和《完美小女孩》般的選美比賽更會於電視台上播出，它們的收視率不俗。這意味着，许多成年人不仅纵容这些活动，還把兒童視為性客體看待。

### 未成年人比基尼比赛
《比基尼兒童小姐》（Miss Tanguita）為哥伦比亚巴爾博薩的一個節日活動。人權活動家認為這類活動雖然合法，但卻侵害了未成年人的人權。
自2016年起，美國妙齡小姐比賽不再包含泳裝環節，改以運動裝環節代替。

## 支持參選者的理由
儘管外界對於兒童選美比賽存有不少批評，但參賽者的家長卻認為比賽對於孩童的個人成長有著積極影響。支持者經常稱孩童能從中建立自信，以及學習到如何保持鎮定；並指選美比賽的性質跟音樂、藝術、學術比賽相近。他們還指出少女樂在其中的態度，足以證明比賽有著積極影響。美国之城初次選美制度的總负责人重申以上立場，並稱少女們能在積極參與的過程中建立自信；與他人在公平的環境中競爭；认识其他志同道合者。此外支持者也表示孩童能在選美比賽中學習與同輩和成人交流的技巧。
某位參賽者的母親認為，選美比賽有助其女兒「獲得自信、掌握表演技巧、遵從紀律、培养优雅的姿仪」。一些參賽者的確能從中提升自己，因為孩子的態度在很大程度上源自於其家長。当家長抱着积极的态度时，孩子们也会跟着积极起來。故此在這種情況下，選美比賽有助於孩童學懂如何面對輸贏。除此之外，亦有助其掌握何謂「規則」或「公平」。最終使之在一大群觀眾面前也能夠保持鎮定。支持者认为，孩童們會從落選的經驗中學懂堅韌不拔的精神，轉而挑戰下一次比賽；之後若其勝選，那麼就會明白到之前的努力不會白費。
一些參賽者認為選美比賽充滿著趣味性，並指自身能在當中結交新朋友。她們在朋友勝選時還會為之感到高興。

## 與比賽性化兒童有關的批評
一位评论家驳斥了上述說法。他先質疑選美比賽是否適合該些孩童參與，之後又再質疑其會否具有積極效果。他表示扮裝遊戲不會像選美比賽般，把人分高低。接著又指孩童可能並非真的喜歡參賽，而是想討好其家長才不得為之。《纽约时报》的一位評論者對於兒童選美比賽有所批評，因为参与者和观众在把孩童成人化的同時，又希望其散發純真的氣息。
1996年，年僅6歲的琼贝妮特·拉姆參與了兒童選美比賽。有關片段透過電視於美國全國播出。當中拍攝了她在化妝後身穿暴露衣服登場的樣子。這使得部分觀眾質疑這是否一部「儿童色情片」。之後隨著《小小選美皇后》等兒童選美節目普及，大眾開始担憂這類節目是否把兒童當作「舞台上的性客體」看待。
性認同一般會在青少年期期間發展；性化則會阻礙性認同發展。让孩童參與选美比赛的家長，實際上是在鼓勵孩童从事与性感有关的社会行为和實踐。
肯塔基大学社工学院教授弗农·R·维赫（Vernon R. Wiehe）指出：「可從以下事件看到[對於兒童的]性化：讓小女孩穿上尺寸较小的成人女装、按化妝師的要求化妝、以噴霧美黑身体、染发、使用假发、擺出更適合成人模特的挑逗性姿勢」 。
部分參賽者會身穿暴露的衣服或晚礼服，甚至高跟鞋。能夠參與「兒童選美比賽」的首要條件就是參賽者的年齡。評判參賽者的標準如同成人選美比賽所適用的般。劳拉·帕帕诺（Laura Pappano）在接受《纽约时报》訪問時說道：「选美比赛模糊了可爱與性感之間的界限」。尼尔·科恩（Neer Korn）則評論道：「这並不是大部分人認為无伤大雅的最可爱宝宝比赛，而是類似於成人的比賽——由孩童假扮成性感的成人」。 
整體風格要求「華麗」的兒童選美比賽素來更有爭議，因为参赛者在當中需用到不同的外物打扮自己，進行具挑逗性的表演。這誘使參賽者相信「華麗美」就是其通往成功的唯一路徑。
波士顿的家庭治疗师卡尔顿·肯德里克（Carleton Kendrick）稱：「從根本而言，選美比賽就是在教導少女最好把自己視為各個身體部分的整合，這樣才能獲得更多人注視。之後若其開始注重身體，那麼就有麻煩了——自尊、饮食、日常關係都會出現各種問題」 。

## 影響
根據以兒童性虐待為題的研究，性化兒童是使他們受到性虐待的風險因子。此外，若孩童只因外表而在選美比賽中勝出，那麼其在長大後更容易出現各種心理問題，比如抑鬱症、低自尊、進食障礙。
「一些批评者认为，兒童選美比賽没有认识到『小女孩的性感形象可能会产生危险後果。据报道，有45万名美国儿童於1993年成为性虐待的受害者』」。
露西亚·格罗萨鲁（Lucia Grosaru）在《每日心理學》（Everyday Psychology）中寫到：「該些比賽的主要衡量價值為『體態之美』，当然还有以『難得一見的才能』和『溫暖人心』之名給予的赞美。一個孩童若那麼重視外表，並了解到外表是他人的評判標準，那麼便有較大機會得上像神经性厌食症和神經性暴食症般的进食障碍」。
部分家長會為了兒童选美比赛而花上不少錢，為孩子購置服装、化妆品，甚至聘請美容顧問。故此有人擔憂若孩童在比賽中失利，其自尊心也會跟著一沉不起。
亚利桑那大学营养学系兼任教授玛蒂娜·M·卡特赖特（Martina M. Cartwright）在一篇文章中指出：「许多专家一致认为，在年幼时参加注重外表的活动，会影响青少年和/或成年人的自尊、身体意象、自我价值。不少十多岁的少女从选美比赛『退役』后，便需面對自我認同問題。她們在成年後仍可能需面對跟完美主義、節食、进食障碍、身体意象有關的代價」。大多參賽者的母亲會積極協助其參選，所以研究者很容易了解到她们对比赛的看法。社会工作者马克·西谢尔（Mark Sichel）认为，许多母亲「因為自卑，或需要補償自身缺乏他人關注和崇拜，而把女儿推向选美比赛」。由于这些母亲十分投入，故很多少女一旦落選，便會認為自己對不起母親 。
不少參賽者為了选美比赛而花大量時間練習表演和設計造型。這些技能將使之終生受用。